# 周六一
周六一。河南延津縣人，明朝政治人物。

## 生平
天启元年（1621年）辛酉科举人，崇祯元年（1628年）戊辰科进士，官至湖广按察司佥事，分管荆襄道。